# Plagithmysus claviger
Plagithmysus claviger là một loài bọ cánh cứng trong họ Cerambycidae.